# Jean Haag
Pour les articles homonymes, voir Haag.
Jean Haag est un footballeur international suisse. Il évoluait au poste de milieu de terrain.

## Biographie

### En club
Jean Haag joue avec le Grasshopper Club Zurich durant les années 1920,,.
Il est sacré Champion de Suisse à deux reprises lors des saisons 1926-27 et 1927-28.
Il remporte la Coupe de Suisse par deux fois en 1926 et en 1927.

### En équipe nationale
International suisse, Jean Haag dispute huit matchs amicaux en équipe nationale suisse de 1922 à 1927,.
Il dispute son premier match le 11 juin 1922 contre l'Autriche (défaite 1-7 à Vienne).
Il fait partie du groupe suisse médaillé d'argent aux Jeux olympiques de 1924 mais ne dispute aucun match durant le tournoi.
Son dernier match en sélection a lieu le 29 mai 1927 également contre l'Autriche (défaite 1-4 à Zurich).

## Palmarès
| \| Grasshopper Club Zurich - Championnat de Suisse (2) : - Champion : 1926-27 et 1927-28. - Coupe de Suisse (2) : - Vainqueur : 1925-26 et 1926-27. \| |  | Suisse - Jeux olympiques : - Argent : 1924. |
| Grasshopper Club Zurich - Championnat de Suisse (2) : - Champion : 1926-27 et 1927-28. - Coupe de Suisse (2) : - Vainqueur : 1925-26 et 1926-27.       |  |                                             |